# Styringomyia dorsolineata
Styringomyia dorsolineata är en tvåvingeart som beskrevs av Alexander 1946. Styringomyia dorsolineata ingår i släktet Styringomyia och familjen småharkrankar. Inga underarter finns listade i Catalogue of Life.